# Unanereis zghal
Unanereis zghal är en ringmaskart som beskrevs av Ben Amor 1980. Unanereis zghal ingår i släktet Unanereis och familjen Nereididae. Inga underarter finns listade i Catalogue of Life.